# Агрозавр
Агрозавр (лат. Agrosaurus) — имя, данное палеонтологом Гарри Говиром Сили в 1891 году остаткам ящеротазового динозавра из группы прозауропод, окаменелости которого были найдены на территории Австралии, в результате чего агрозавра считали самым древним динозавром из этой страны. Однако позже учёные пришли к выводу, что Сили допустил ошибку в идентификации ископаемых, и окаменевшие остатки возможно на самом деле принадлежат представителю Thecodontosaurus, найденного в Англии. Однако точную принадлежность динозавра установить сложно из-за недостаточного количества ископаемого материала. В настоящее время данный таксон помечен как nomen dubium. Типовой вид — Agrosaurus macgillivrayi.